# Пьер, Филип
Филип Джозеф Пьер (англ. Philip Joseph Pierre; род. 18 сентября 1954, Кастри) — государственный и политический деятель Сент-Люсии. Занимает должность премьер-министра Сент-Люсии с 28 июля 2021 года. Работал министром финансов, экономического развития и молодёжной экономики. С 18 июня 2016 года является лидером Лейбористской партии Сент-Люсии. Представляет округ Кастри-Ист в Палате собрания Сент-Люсии с 1997 года.
С 1997 по 2000 год занимал должность министра туризма, гражданской авиации и международных финансовых услуг, заместителя премьер-министра и министра инфраструктуры, портовых услуг и транспорта с 2011 по 2016 год, являлся лидером оппозиции с 2016 по 2021 год.

## Ранний период жизни
Его мать Эвелин была школьной учительницей, а отец Огюст работал полицейским. Учился в колледже Святой Марии, затем получил степень бакалавра с отличием по экономике и степень магистра делового администрирования в Университете Вест-Индии. После окончания учёбы преподавал в колледже Святой Марии и работал стажёром-менеджером в J.Q. Charles Ltd. Затем работал клерком по аудиту в PricewaterhouseCoopers и PKF International, а также финансовым контролёром в Stanthur Co. Ltd.
С 1985 по 1994 год был директором Национальной корпорации исследований и разработок. С 1990 по 1997 год был исполнительным директором своей собственной консалтинговой фирмы Philip J. Pierre Business Services Ltd.

## Политическая деятельность
Вступил в Лейбористскую партию Сент-Люсии в 1985 году, где был партийным казначеем с 1986 по 1992 год. В 1992 году впервые участвовал во всеобщих выборах в Кастри-Ист, но не победил. Был председателем Лейбористской партии с 1992 по 1996 год. Снова баллотировался в 1997 году и одержал победу. В новом правительстве во главе с Кенни Энтони занимал должность министра туризма, гражданской авиации и международных финансовых услуг с 1997 по 2000 год.
Был переизбран в Палату собрания от Кастри-Ист на всеобщих выборах 2001, 2006 и 2011 годов. В 2011 году был приведён к присяге в должности заместителя премьер-министра и министра инфраструктуры, портовых услуг и транспорта. Филип Пьер сохранил своё место на всеобщих выборах 2016 года, но Лейбористская партия проиграла выборы. Кенни Энтони ушёл с поста лидера партии, а Филип Пьер был избран его преемником 18 июня 2016 года. Также стал парламентским лидером оппозиции.
Является членом Парламентской ассоциации Содружества. Также присоединился к Ассамблее парламентариев Карибского сообщества, приняв участие в её первом заседании в 1996 году на Барбадосе.
Возглавил Лейбористскую партию на всеобщих выборах 2021 года, на которых они получили большинство мест. Был приведён к присяге в должности премьер-министра Сент-Люсии 28 июля 2021 года.